# توماس تالیس

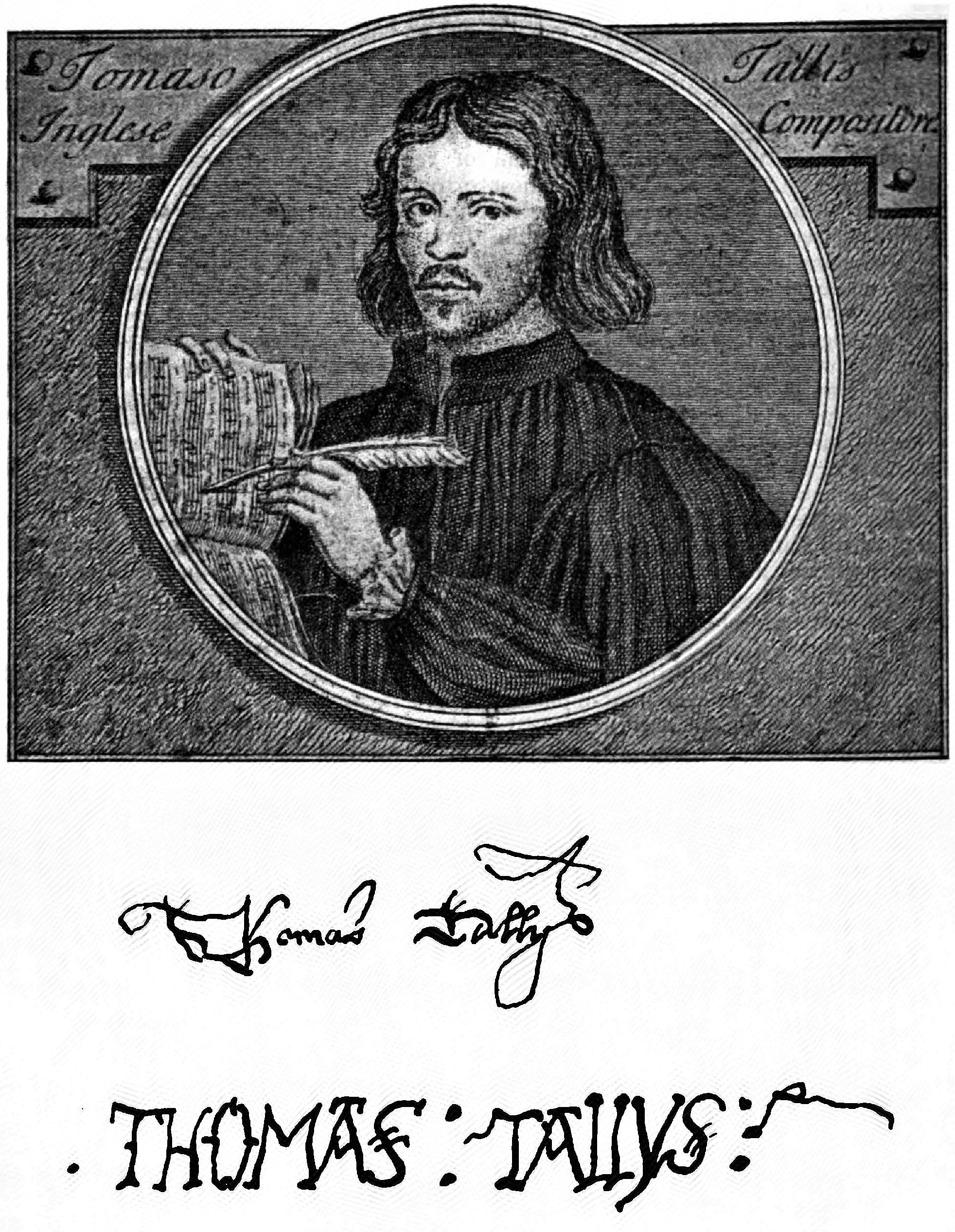
توماس تالیس، حکاکی قرن هجدهم، تصویر بعد از مرگ، اثر خرارد فاندرخوخت

توماس تالیس (به انگلیسی: Thomas Tallis) (زادهٔ حدود ۱۵۰۵ - درگذشتهٔ ۲۳ نوامبر ۱۵۸۵ براساس گاه‌شماری ژولینی، که هنوز هم در انگلستان مورد استفاده است) آهنگ‌ساز انگلیسی دورهٔ رنسانس بود که در بین گلچین‌هایی از موسیقی کُر خوانندگان انگلیسی جایگاه ممتازی دارد و یکی از بزرگ‌ترین موسیقی‌دانان انگلستان محسوب می‌شود. او به خاطر صدای اصیل خود، در نوازندگی انگلیسی مورد احترام بود.
هیچ تصویری از او نمانده‌است، جز آنچه خرارد فاندرخوخت کشیده‌است و تاریخ آن به ۱۵۰ سال بعد از مرگ تالیس برمی‌گردد و هیچ دلیلی هم بر شباهت واقعی او با نقاشی وجود ندارد.
در کپی کمیابی از امضای او با دستخط بلک‌لتر، آهنگساز نام خانوادگی خود را به صورت "Tallys" نوشته‌است.